# Дмитрасевич Ярослав Іванович
Ярослав Іванович Дмитрасевич (нар. 27 травня 1940, смт Великий Любінь, Львівський район, Львівська область, Українська РСР, СРСР) — український радянський футболіст, півзахисник, футбольний тренер. Майстер спорту СРСР (1965). Заслужений тренер УРСР (1979).

## Спортивна кар'єра
Вихованець львівського футболу, школа СКА. Перший тренер — Володимир Ханенко. Виступав за команди: «Авангард» (Тернопіль) (1959), СКА (Львів) (1960—1967).
З 1968 року на тренерській роботі в СКА (Львів). 1971 року закінчив Львівський інститут фізичної культури. З 1971 р. — наставник Львівського спортінтернату. В сезоні 1979/80 працював у тренерському штабі команди «Карпати» (Львів). 1981 року був головним тренером. З 1982 р. на викладацькій роботі в ЛУФК.
Серед його вихованців Олександр Чижевський, Володимир Шаран, Руслан Забранський, Матвій Бобаль, Сергій Романишин, Сергій Даниловський, Микола Закотюк, Дмитро Чигринський.